# Capitolio del Estado de Misisipi
El Capitolio del Estado de Misisipi (en inglés Mississippi State Capitol) o Nuevo Capitolio ha sido la sede del gobierno del estado desde que sucedió a la antigua casa estatal en 1903. Ubicado en Jackson, la capital estatal, fue agregado al Registro Nacional de Lugares Históricos en 1969, designado como Monumento Histórico de Misisipi en 1986, y como Hito Histórico Nacional en 2016.

## El capitolio

### Historia
Después de años de debate público, el gobernador Andrew Houston Longino, quien asumió el cargo en enero de 1900, convenció a la Legislatura de que era hora de construir un nuevo Capitolio y fue nombrado presidente de la Comisión de la Cámara de Representantes en febrero de 1900 por la Legislatura.
Catorce arquitectos presentaron planos en respuesta al concurso arquitectónico anunciado a través de periódicos en cinco ciudades del país. Bernard Green, el ingeniero que diseñó la Biblioteca del Congreso, fue contratado como miembro de la Comisión de la Cámara de Representantes para revisar las propuestas; eligió el proyecto de Theodore C. Link de St. Louis (Misuri).
Erigido en el sitio de la antigua Penitenciaría del Estado, el Capitolio se completó en 28 meses en 1903 a un costo de 1.093.641 dólares. Afortunadamente, en lugar de emitir bonos como estaba planeado, el costo del Capitolio se pagó en su totalidad al finalizar las obras gracias a que el estado de Misisipi recibió un millón de dólares en un acuerdo de demanda ordenado por la Corte Suprema de los Estados Unidos por el pago de los impuestos atrasados adeudados por la compañía Illinois Central Ferrocarril.
El Capitolio originalmente albergaba las tres ramas del gobierno. Actualmente, la rama Legislativa es la única rama de servicio a tiempo completo que queda. La Corte Suprema se mudó en 1972 y está al otro lado de la calle en el Carroll Gartin Justice Building. La oficina principal del Gobernador actualmente se encuentra al otro lado de la calle en el Walter Sillers Building, también construido en 1972.
Entre 1933 y 1934, un importante programa de pintura transformó el interior del Capitolio de sus techos originales de yeso blanco a una paleta mucho más colorida. Este proyecto, financiado por la Administración de Obras Civiles y supervisado por el arquitecto A. Hays Town de Jackson, incluyó obras de arte en las cúpulas de la Rotonda y la Cámara del Senado.
Desde 1979 hasta 1982, el Capitolio experimentó su renovación más significativa. Durante el proyecto de 19 millones de dólares, la Legislatura se reunió en la antigua Central High School de Jackson. Se instalaron entresuelos en las oficinas del segundo piso para aumentar el área de trabajo del personal. Las principales áreas públicas del edificio, incluidas las cámaras de la Cámara de Representantes, el Senado y la antigua Corte Suprema; Sala de recepción del gobernador; Rotonda; Salón de la Historia; y la Sala de Recepción de las Hijas Unidas de la Confederación.

### Arquitectura
El Capitolio ejemplifica el estilo Beaux Arts en la arquitectura. Tiene un diseño similar al Capitolio Nacional en Washington D. C.. Tiene una cúpula central con una linterna coronada por un águila dorada de dos metros y medio de altura.
El Capitolio tiene 122 m de ancho, 68,5 m de profundidad, con un total de 15.886 m². La cúpula central se eleva a 54,8 m sobre el nivel del suelo. Una gran rotonda bajo la cúpula organiza los espacios interiores.
Los muros exteriores del Capitolio son de piedra caliza de Indiana y la base y las escaleras son de granito de Georgia. El tambor de la cúpula principal es una terracota de color piedra caliza y está rodeado por una columnata de piedra caliza. El águila que se encuentra en lo alto mide dos metros y medio de alto y cinco de ancho, está hecha de cobre y luego dorada con pan de oro.
Dentro del Capitolio hay más de diez tipos de mármol de otros estados y países, y ocho tipos de mármol artístico, conocido como scagliola. El arquitecto Theodore Link utilizó la nueva tecnología de iluminación eléctrica al diseñar el Capitolio e incorporó 4750 accesorios eléctricos, que todavía se utilizan en la actualidad.
Los vitrales hechos a mano por Louis Millet de Chicago adornan las grandes escaleras, las cúpulas y paredes de las cámaras del Senado y de la Cámara de Representantes, la oficina del gobernador y otros espacios dentro del edificio. Los techos de los pasillos del tercer y cuarto piso tienen vidrieras de Millet y funcionan con los tragaluces en el techo y con los cilindros de vidrio dentro del mármol del cuarto piso como un sistema de tragaluces para proporcionar luz natural a lo largo de esos pasillos.
El Salón de Gobernadores de la planta baja muestra los retratos de los exgobernadores de Misisipi, comenzando con el primer gobernador territorial, Winthrop Sargent.
La Rotonda principal está ubicada en el segundo piso con paredes de mármol blanco italiano adornado con mármol negro belga, balaustradas de hierro fundido con motivos arquitectónicos que rodean el espacio y la cúpula central que se eleva por encima permitiendo que la luz natural se mezcle con las lámparas eléctricas originales. Una escultura en relieve de Lady Justice se ve sobre cada uno de los arcos superiores.
La Rotonda también muestra todos los órdenes clásicos principales, incluido el dórico romano en el primer nivel (segundo piso), el jónico en el segundo nivel (tercer piso) y el orden más alto en los capiteles compuestos en las columnas monumentales.
El segundo piso también alberga la antigua Corte Suprema y la antigua Biblioteca del Estado.
Además de las cámaras del Senado y de la Cámara de Representantes, el tercer piso alberga las oficinas del vicegobernador y del Portavoz de la Cámara, y la oficina ceremonial del gobernador. El Senado tiene 52 miembros. La Cámara de Representantes tiene 122 miembros.
Las galerías públicas del Senado y de la Cámara de Representantes están ubicadas en el cuarto piso.
En la parte superior del edificio de la capital del estado hay un águila calva americana de cobre recubierta de oro que mira hacia el sur. 

## Galería

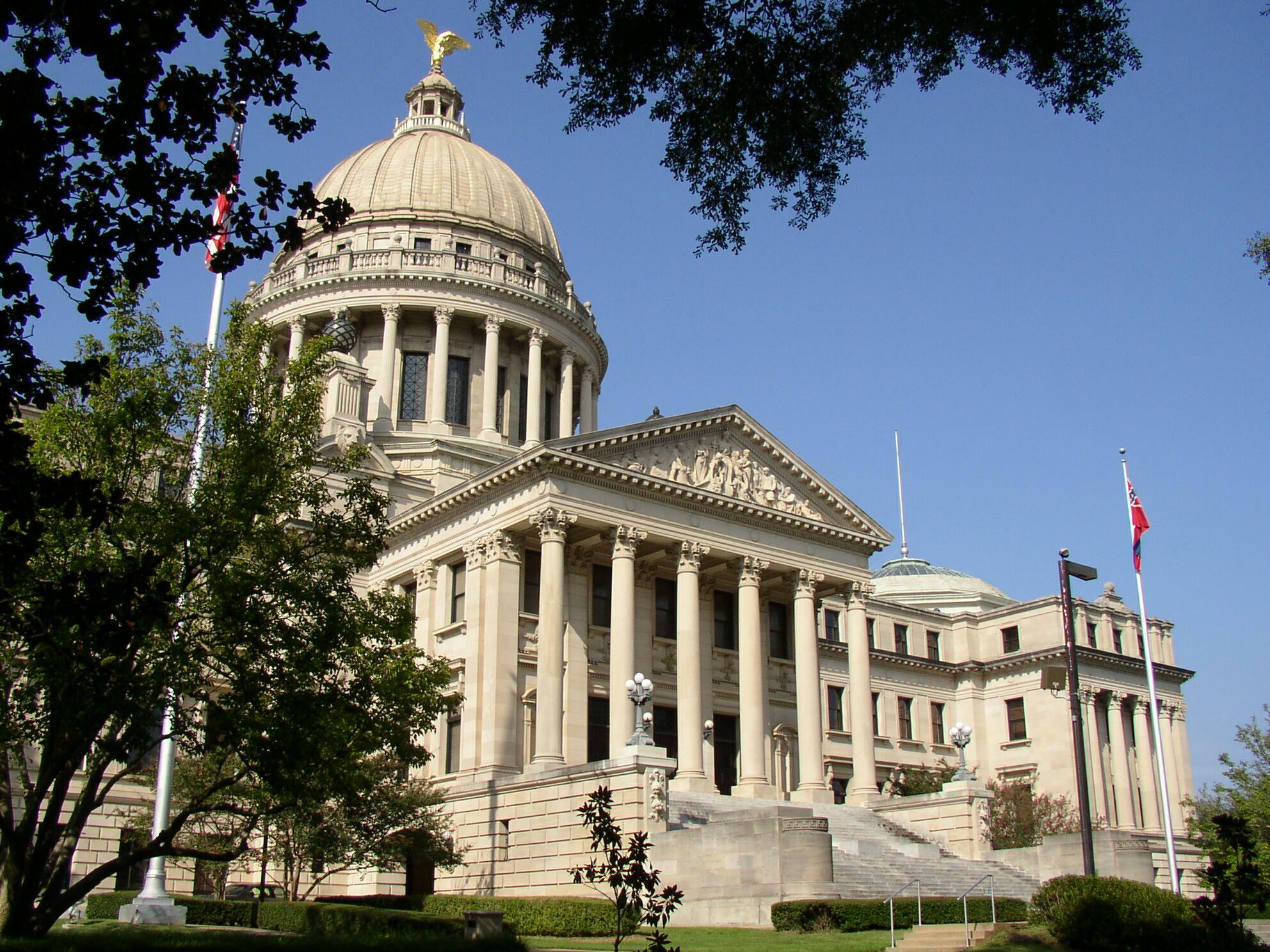
Otra Fachada
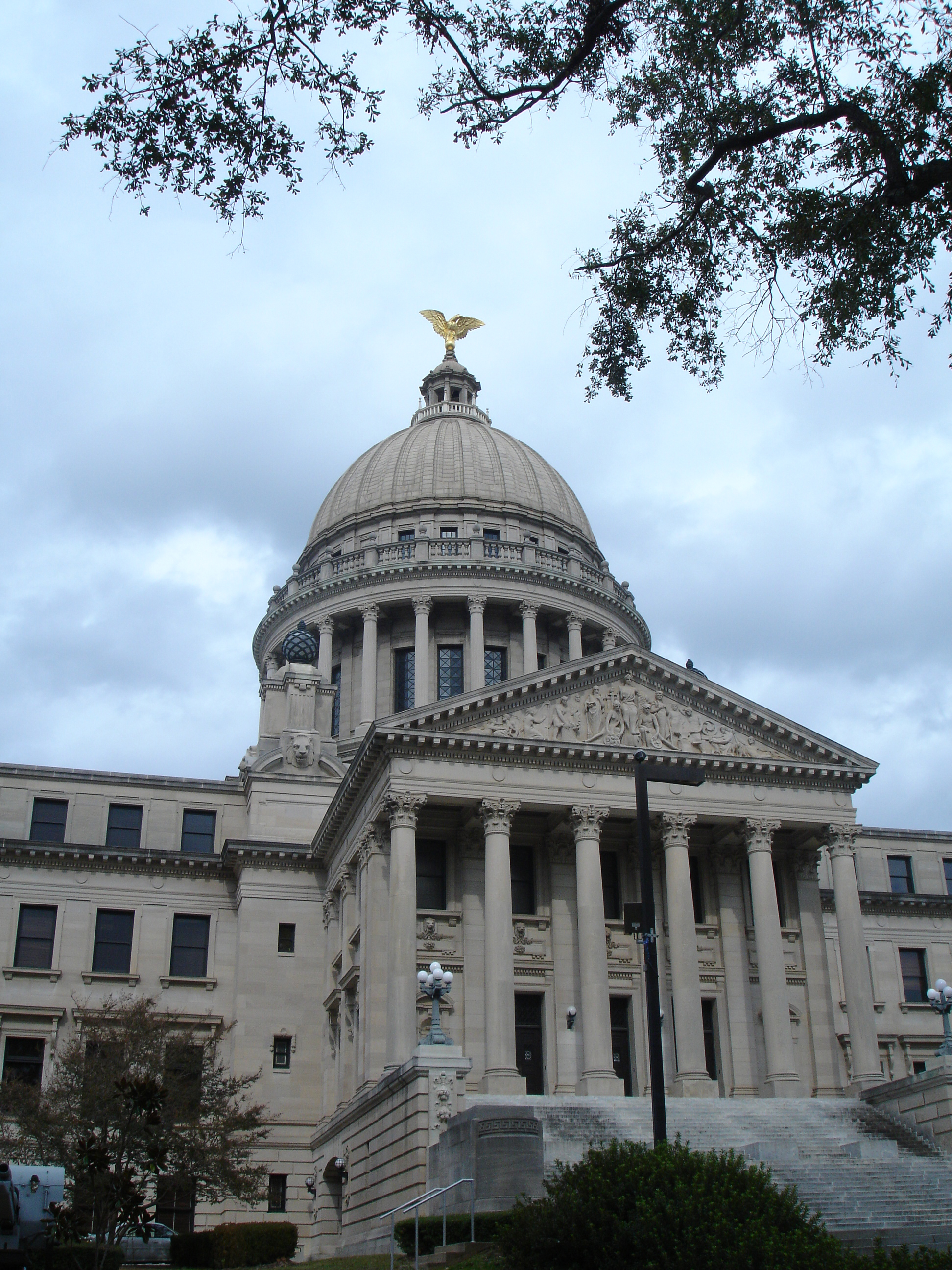
Otra vista de la fachada
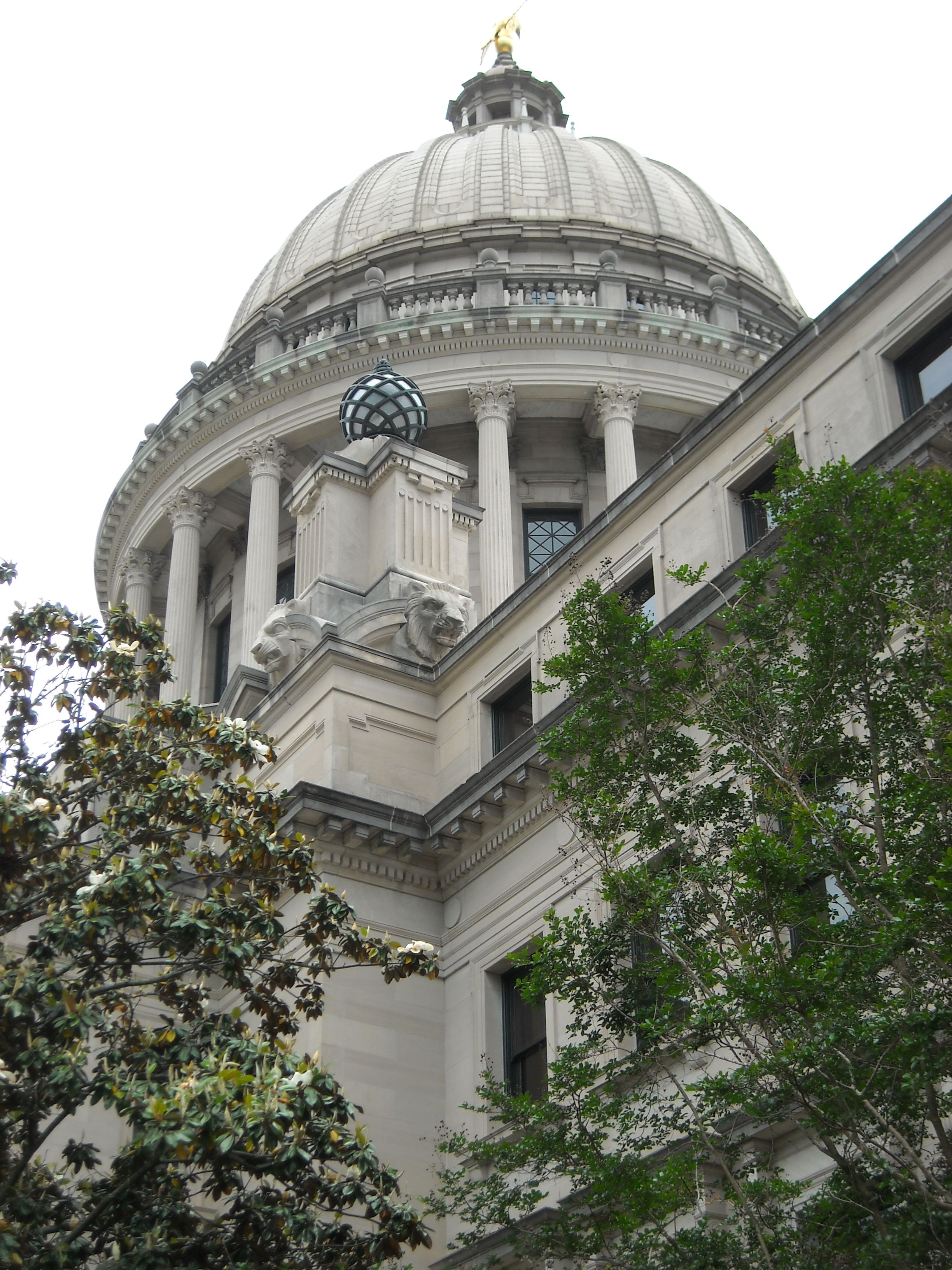
Cúpula
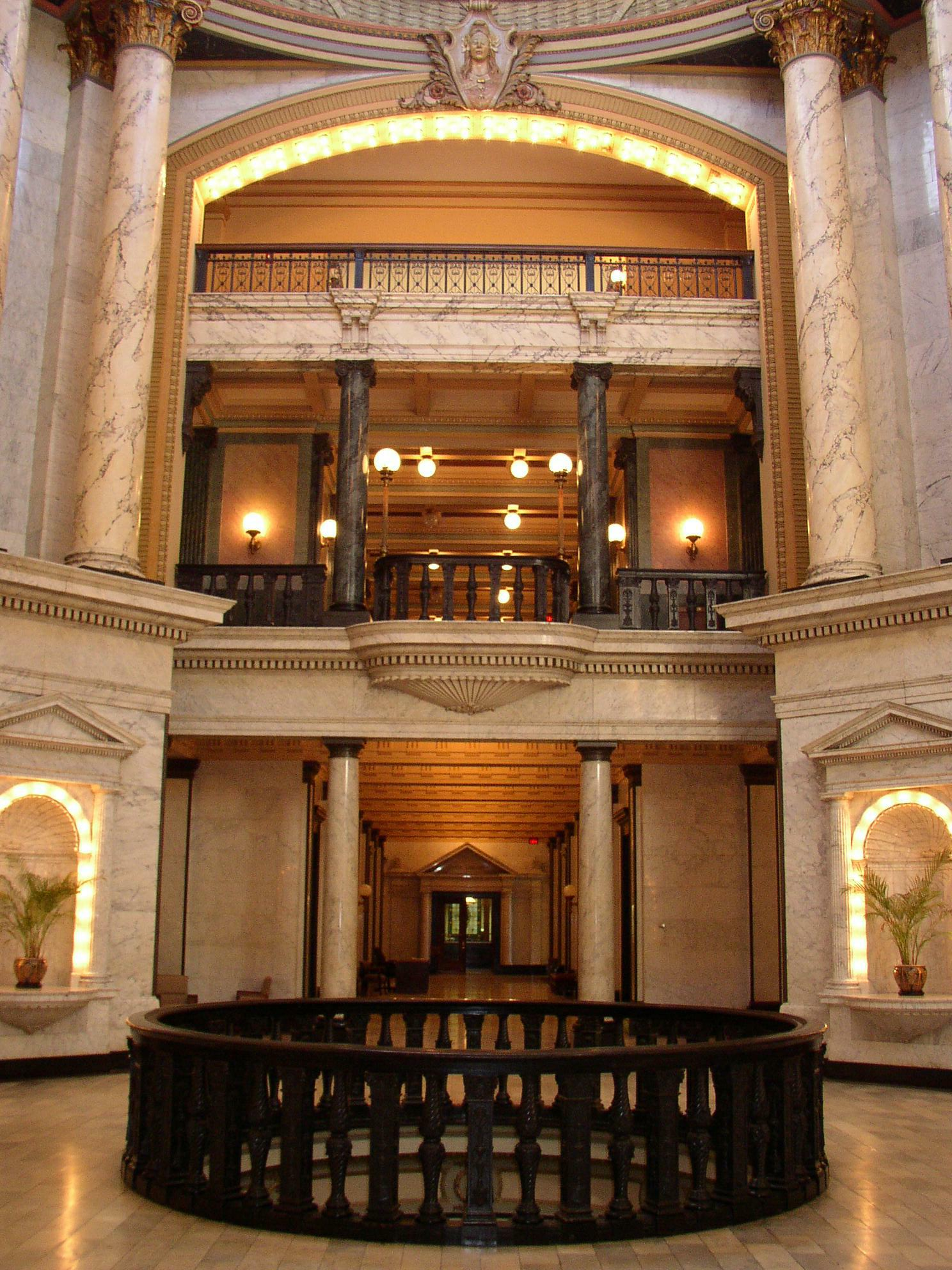
Rotonda
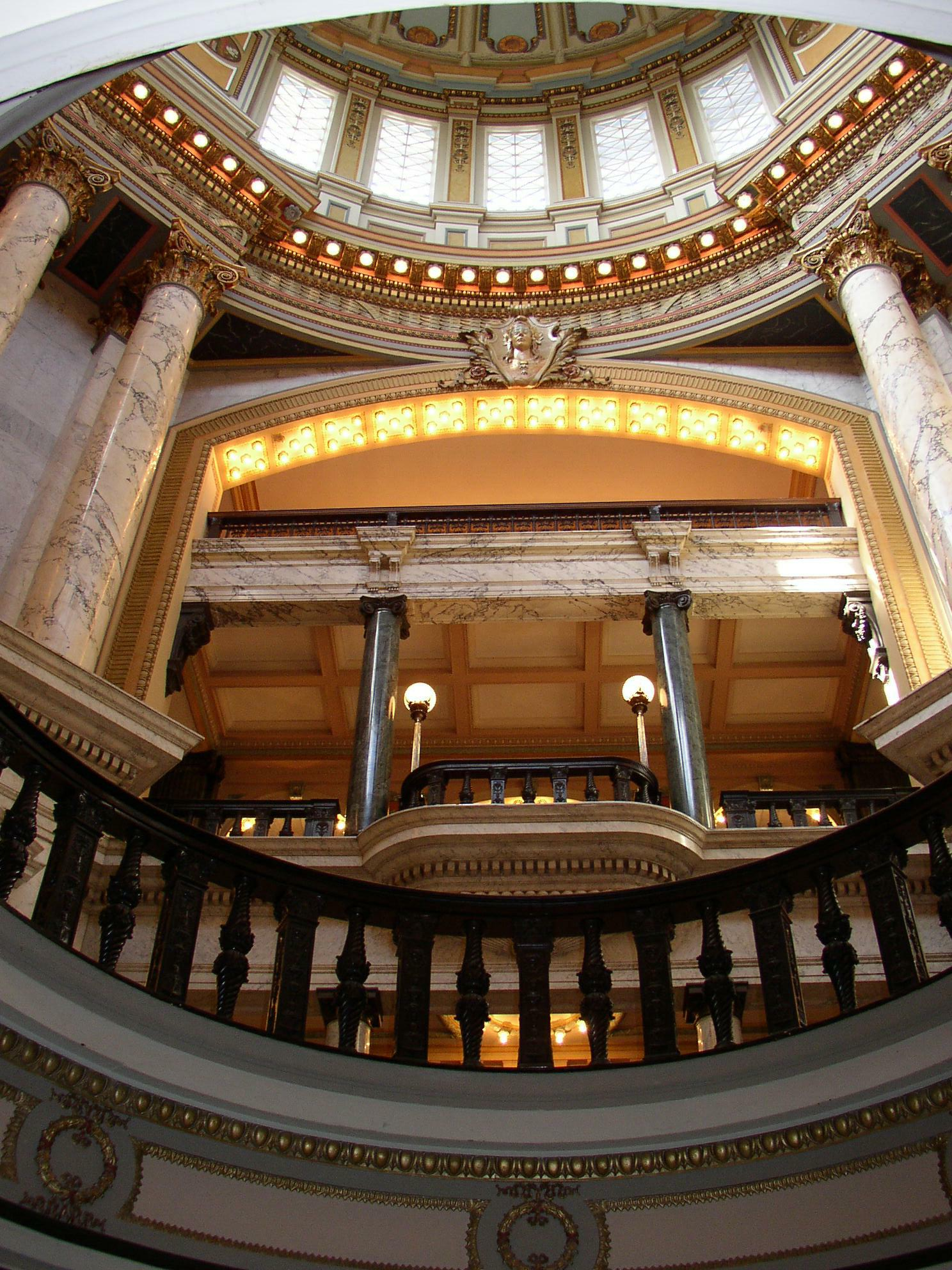
Segundo piso
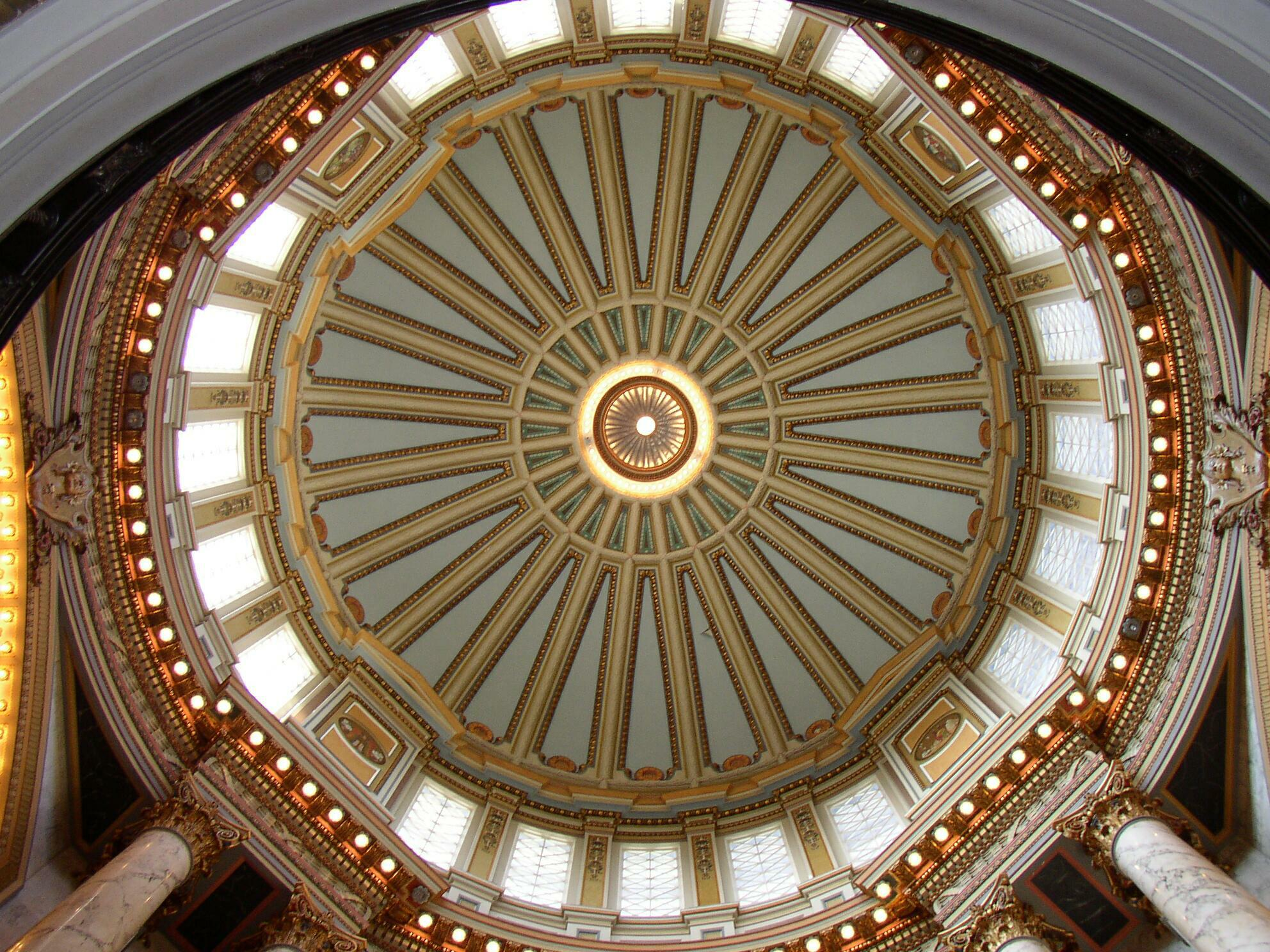
Cúpula interior del Capitolio
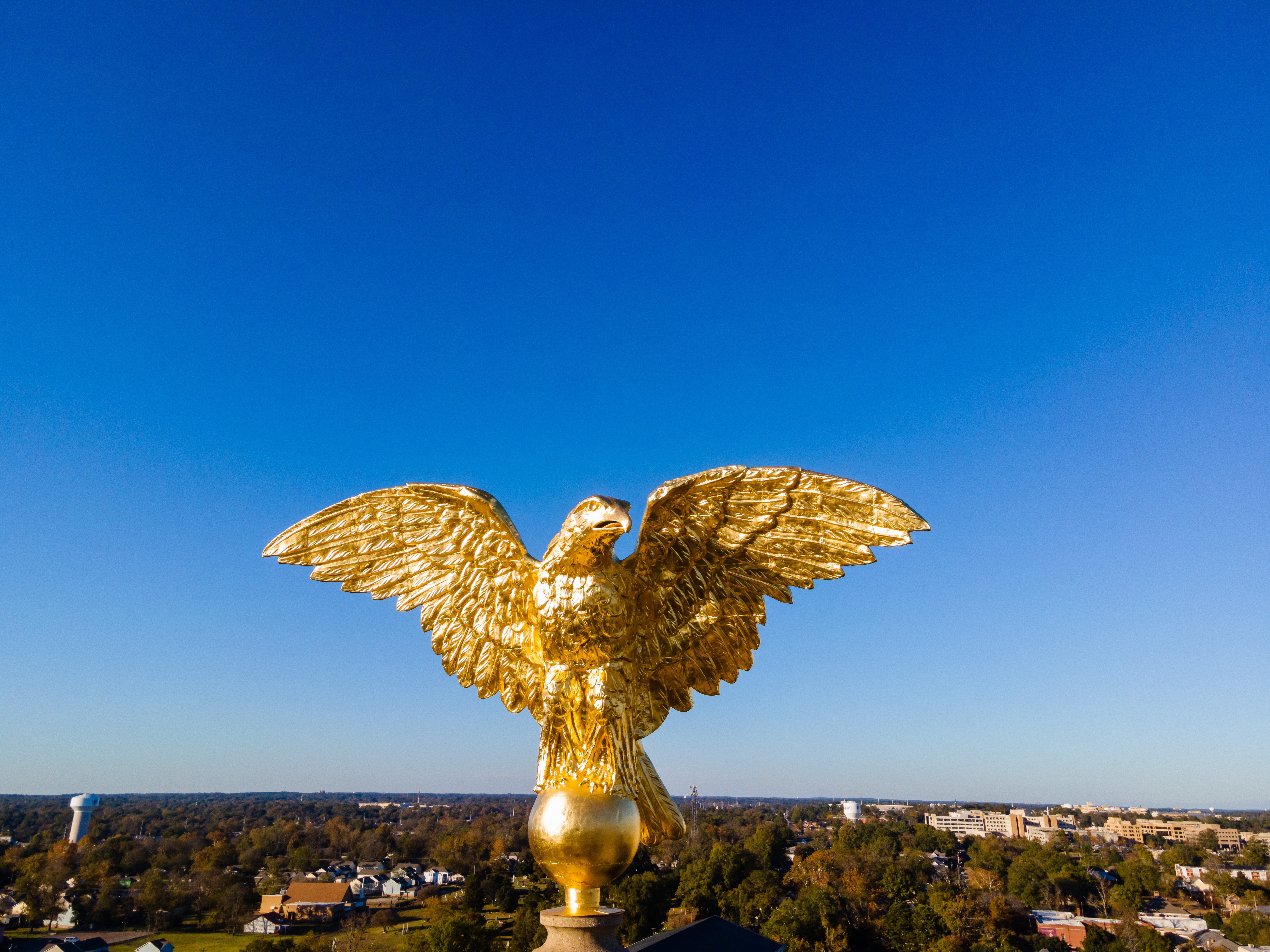
El águila dorada